# Janusz Adamczak
Janusz Adamczak (ur. 21 marca 1964 w Poznaniu) – generał broni Wojska Polskiego.

## Życiorys
W 1987 ukończył Wyższą Szkołę Oficerską Wojsk Pancernych w Poznaniu i rozpoczął zawodową służbę wojskową w 49 pułku zmechanizowanym na stanowisku dowódcy plutonu. W 1992 ukończył Wyższy Kurs Doskonalenia Oficerów w Poznaniu, w 1995 w Fort Knox Kurs Oficerów Wojsk Pancernych oraz w 1997 Akademię Obrony Narodowej, po ukończeniu której zajmował stanowiska służbowe w 12 Brygadzie Kawalerii Pancernej, 6 Brygadzie Kawalerii Pancernej, Dowództwie 12 Dywizji Zmechanizowanej oraz w Dowództwie Wojsk Lądowych. 
W 2000 w Akademii Dowodzenia Bundeswehry ukończył Kurs Oficerów Sztabowych NATO. Na przełomie 2003 i 2004 w Polskim Kontyngencie Wojskowym w składzie Międzynarodowych Sił Stabilizacyjnych w Republice Iraku pełnił obowiązki szefa Wydziału Planowania. W 2007 w Carlise Barracks był słuchaczem Studium Polityki Obronnej w Szkole Wojennej Wojsk Lądowych i zajmował w stanowisko zastępcy szefa Zarządu Planowania Strategicznego (P-5) Sztabu Generalnego WP. 15 sierpnia 2007 awansowany do stopnia generała brygady. 30 kwietnia 2008 został skierowany do Szczecina, gdzie objął stanowisko dowódcy 12 Brygady Zmechanizowanej. W latach 2008–2009  został skierowany służbowo do Afganistanu, gdzie był zastępcą dowódcy Dowództwa Regionalnego Wschód – ISAF. 17 listopada 2011 objął dowodzenie 11 Lubuską Dywizją Kawalerii Pancernej w Żaganiu. 19 lutego 2014 objął dowodzenie 2 Korpusem Zmechanizowanym. 
W dniu 15 sierpnia 2014 awansowany przez Prezydenta RP Bronisława Komorowskiego na stopień generała broni. Od 12 września 2014 do 8 września 2017 zajmował stanowisko Szefa Sztabu Sojuszniczego Dowództwa Sił Połączonych NATO w Brunssum (JFC Brunssum). Z dniem 16 kwietnia 2018 został mianowany na stanowisko Przedstawiciela Wojskowego przy Komitetach Wojskowych NATO i UE w Brukseli. W dniu 14 lipca 2022 roku wyznaczony przez Ministra Obrony Narodowej, na stanowisko dyrektora generalnego Międzynarodowego Sztabu Wojskowego Kwatery Głównej NATO.

## Awanse
- podporucznik – 1987

(...)
- generał brygady – 15 sierpnia 2007[11] przez Prezydenta RP Lecha Kaczyńskiego
- generał dywizji – 15 sierpnia 2012[12] przez Prezydenta RP Bronisława Komorowskiego
- generał broni – 15 sierpnia 2014[13] przez Prezydenta RP Bronisława Komorowskiego

## Odznaczenia
- Krzyż Komandorski Orderu Odrodzenia Polski – 2024[14]
- Krzyż Kawalerski Orderu Odrodzenia Polski – 2017[15][16]
- Srebrny Krzyż Zasługi – 2011[17]
- Brązowy Krzyż Zasługi – 2003[18]
- Wojskowy Krzyż Zasługi – 2013[19]
- Gwiazda Iraku
- Gwiazda Afganistanu
- Złoty Medal „Siły Zbrojne w Służbie Ojczyzny”
- Srebrny Medal „Siły Zbrojne w Służbie Ojczyzny”
- Brązowy Medal „Siły Zbrojne w Służbie Ojczyzny”
- Złoty Medal „Za Zasługi dla Obronności Kraju”
- Srebrny Medal „Za Zasługi dla Obronności Kraju”
- Brązowy Medal „Za Zasługi dla Obronności Kraju”
- Odznaka pamiątkowa Dowództwa Wojsk Lądowych (nr 444) – 2004
- Odznaka pamiątkowa 12 BZ
- Odznaka pamiątkowa/honorowa 11LDKPanc
- Odznaka pamiątkowa/honorowa 10BKPanc – 2013[20]
- Odznaka 1. Polskiej Dywizji Pancernej – 2012
- Medal Pamiątkowy Wielonarodowej Dywizji Centrum-Południe w Iraku
- Bronze Star – Stany Zjednoczone, 2009[21]
- Odznaka absolwenta United States Army War College – Stany Zjednoczone
- Medal NATO za misję ISAF – 2009[21]